# Три комнаты на Манхэттене (фильм)
«Три ко́мнаты на Манхэ́ттене» (фр. Trois chambres à Manhattan) — чёрно-белый фильм режиссёра Марселя Карне, снятый французской кинокомпанией Les Productions Montaigne в Нью-Йорке (США) в 1965 году. Сценарий написан на основе одноимённой новеллы Жоржа Сименона, вышедшей в 1946 году. Одна из первых киноработ в эпизодической роли 22-летнего Роберта Де Ниро.

## Сюжет
Марсель Карне максимально сохранил романтическое настроение и фактуру известной новеллы Сименона. Съёмки были организованы на Манхэттене, в квартале театральной и художественной богемы Гринвич-Виллидж.
История любви мужчины и женщины, двух французов средних лет, которые волею случая оказываются в иноязычном мегаполисе. Оба имеют богатый и непростой жизненный опыт. Франсуа (Роне) — популярный во Франции киноактёр, но его жена, также киноактриса, превосходит его дарованием и известностью. Она объявляет мужу о расторжении брака и её связи с молодым любовником. Уязвлённый Франсуа уезжает в США, где с небольшим успехом пробует себя в телевизионных проектах. Кей (Жирардо) — французская подданная с русскими корнями, более десяти лет назад вступившая в брак с итальянским аристократом. У них родилась дочь. Кей, по её словам, не выдержала патриархального уклада большой итальянской семьи и уехала в Нью-Йорк (по слухам в среде американской богемы причиной побега стал молодой жиголо).
Эта необычная пара случайно знакомится в ночной закусочной. Они, знавшие лучшие времена, но материально и душевно опустошенные сейчас, сходятся легко. Их первая комната — номер в недорогой гостинице. Много виски, откровения Кей и молчание Франсуа. Две ночи и один день, уставшие от одиночества, они пытаются насытиться друг другом. Знаком перехода их отношений во что-то большее, чем первая страсть, становится их вторая комната — маленькая пустая комната Франсуа, в которую он впускает Кей, словно в свою жизнь. Женщина и комната преображаются и расцветают вместе. Третья комната в квартире Кей, которую она снимала со своей подругой. Теперь, впуская Франсуа в свою комнату, она окончательно впускает его и в свою жизнь.
Неожиданно приходит телеграмма из Мексики, где бывший супруг Кей занимает пост полномочного посла Италии. Он сообщает, что их тринадцатилетняя дочь больна, возможен летальный исход. Кей вылетает в Мехико, обещая Франсуа позвонить при первой возможности, но обстоятельства не позволяют сделать это достаточно быстро — практически всё время она проводит у постели дочери в послеоперационной палате. Несколько вечеров Франсуа в своей пустой комнате в Нью-Йорке ждёт звонка. Предполагая измену и возвращение своей возлюбленной к своему блестящему положению дворянки и супруги посла, он вступает в интимную связь с молодой актрисой, своей партнёршей по съёмкам в сериале. Практически в момент их близости раздаётся телефонный звонок Кей из Мехико. Она сообщает смущённому Франсуа, что жизнь её дочери вне опасности, и до прихода девочки в сознание после операции бывший супруг требует немедленного возвращения Кей в Америку.
На следующий день она прилетает в Нью-Йорк. Франсуа признаётся в измене, но пытается дать ей свои объяснения. После непродолжительной размолвки Кей прощает Франсуа. Они остаются вместе.

## В ролях
- Анни Жирардо — Кей
- Морис Роне — Франсуа
- Женевьев Паж — Иоланда
- Отто Хассе — Хаурвич
- Роберт де Ниро — Эпизодическая роль

## Отзывы и награды
Попытка зрелого и сформировавшегося режиссёра работать в несвойственном ему ранее направлении Французской новой волны. Американской зрительской аудиторией и критиками фильм был принят холодно. В Европе фильм был принят значительно лучше, о чём свидетельствует успех на Венецианском кинофестивале 1965 года. Анни Жирардо за свою роль была признана лучшей актрисой. Марсель Карне был номинирован на «Золотого льва», но уступил награду Лукино Висконти.

## Дополнительные факты
- Дебют в кино Роберта Де Ниро. Эпизод посетителя кафе настолько мал (2 секунды), что даже не был упомянут в титрах[3]. Также впервые в этом фильме появился на экранах Эйб Вигода.
- В новелле Сименона, вышедшей в 1946 году, речь идёт о французах, которым удалось вырваться из предвоенной Европы. Их неустроенность, невысокий достаток, невозможность вернуться на родину объясняется не надуманными причинами, а реальными обстоятельствами.
- Попытки экранизации этой новеллы в эти же годы предпринимались Рене Клеманом с участием Генри Фонда и Симоны Синьоре и Федерико Феллини с Марчелло Мастроянни и Жанной Моро. Однако, по разным причинам эти проекты реализованы не были[3].